# Колокітас Авгулатос
Колокі́тас Авгула́тос, Колокітас Августалос, Колокітас — грецький столовий сорт винограду середнього періоду дозрівання. Культивується в північній Греції та в Македонії.

## Опис
Кущі середньорослі. Листя дрібне, округле, трьох- і п'ятилопатеве, слаборозсічене, знизу неопушене. Виїмка черешка відкрита, склепінчаста або ліроподібна. Квітка двостатева. Кетяги від середніх до великих, циліндричні або циліндрично-конічні, щільні. Ягоди великі, яйцеподібні, зеленувато-жовті, іноді злегка рожеві. Врожайність задовільна. Стійкість Колокітас Августалос до грибних хвороб середня.